# 李昕芸
李昕芸（1983年12月19日—）台灣新聞主播。曾任三立新聞主播。現任三立iNEWS財經主播，負責財經新聞播報與盤中節目主持，現任三立iNEWS 《神準贏家》、《五福臨門》節目主持人。

## 學歷
- 輔仁大學經濟系畢業
- 杜伦大学企管碩士

## 經歷
- 壹電視新聞台 壹早報主播（2009年-2012年）
- 壹電視財經台 主播[3]（2009年-2012年）
- 三立新聞 主播（2012年-2016年）
- 三立iNEWS 18,19晚間新聞主播，節目主持人（2012年-2016年）
- 三立新聞 主播（2019年-2021年）
- 三立iNEWS 主播（2021年-至今）[4][5][6]
- 三立iNEWS《錢進漲停板》主播（2021年12月1日-2023年2月13日）
- 三立iNEWS《股市權威》代班主持人。播出時段為下午一點半到兩點。（2023年2月16日-至今）
- 三立iNEWS《超越巔峰》代班主持人。播出時段為下午兩點到兩點半。（2023年2月16日-至今）
- 三立iNEWS《理財大亨》主持人。播出時段為下午兩點半到三點半。（2023年2月16日-2023年5月31日）
- 三立iNEWS《神準贏家》主持人。播出時段為下午兩點半到三點。（2023年6月1日-至今）
- 三立iNEWS《五福臨門》主持人。播出時段為下午三點到三點半。（2023年6月1日-至今）

## 外部連結
- 李昕芸的Facebook專頁
- 李昕芸的Instagram帳戶